# John André
John André, cerca de 1780
assinatura
John André (Londres, 2 de maio de 1750/1751 — Tappan, Nova Iorque, 2 de outubro de 1780) foi um major do Exército Britânico e chefe de seu Serviço Secreto na América durante a Guerra Revolucionária Americana. Ele foi enforcado como espião pelo Exército Continental por auxiliar na tentativa de rendição de Benedict Arnold do forte em West Point, Nova Iorque, aos britânicos. André é normalmente lembrado favoravelmente pelos historiadores como um homem de honra, e vários líderes proeminentes dos Estados Unidos da época, incluindo Alexander Hamilton e o Marquês de La Fayette, não concordaram com seu destino.

## Juventude e educação
André nasceu em 2 de maio de 1750 ou 1751 em Londres, filho de pais huguenotes ricos, Antoine André, um comerciante de Genebra, Suíça, e Marie Louise Girardot, de Paris. Foi educado na St Paul's School, Westminster School e em Genebra. Teve um breve noivado com Honora Sneyd. Em 1771, aos 20 anos, ele se alistou no exército, sendo primeiramente comissionado como segundo-tenente no 23.º Regimento de Infantaria (Fuzileiros Reais Galeses), mas logo foi trocado por um tenente do 7.º Regimento de Infantaria (Fuzileiros Reais). Ficou de licença na Alemanha por quase dois anos e, em 1774, juntou-se ao seu regimento no Canadá Britânico.

## Carreira
Durante os primeiros dias da Guerra Revolucionária Americana, antes da independência ser declarada pelas Treze Colônias, André foi capturado em Fort Saint-Jean pelo general do Exército Continental Richard Montgomery em novembro de 1775, e mantido prisioneiro em Lancaster, Pensilvânia. Ele morava na casa de Caleb Cope, desfrutando da liberdade da cidade, pois havia dado sua palavra de não fugir. Em dezembro de 1776, foi liberto em uma troca de prisioneiros. Foi promovido a capitão do 26.º Regimento de Infantaria em 18 de janeiro de 1777. Em 1777, foi ajudante de campo do major-general Charles Grey, servindo assim na expedição à Filadélfia, e em Brandywine e Germantown. Em setembro de 1778, acompanhou o general Gray na expedição de New Bedford e foi enviado de volta a Sir Henry Clinton como portador de despacho. No retorno do general Grey à Inglaterra, André foi nomeado ajudante-de-campo de Clinton com o posto de major.
Ele era um grande favorito na sociedade colonial, tanto na Filadélfia quanto em Nova Iorque, durante a ocupação dessas cidades pelo exército britânico. Tinha um jeito alegre e agradável e sabia desenhar, pintar e criar silhuetas, além de cantar e escrever versos. Foi um escritor prolífico que manteve grande parte da correspondência do general Henry Clinton, o comandante-em-chefe britânico dos exércitos britânicos na América. Era fluente em inglês, francês, alemão e italiano. Ele também escreveu muitos versos cômicos. Planejou o Mischianza, uma festa elaborada dada em homenagem ao general britânico William Howe na Filadélfia em 18 de maio de 1778, quando este, precursor de Clinton, renunciou e estava prestes a retornar à Inglaterra.
Durante seus quase nove meses na Filadélfia, André ocupou a casa de Benjamin Franklin, da qual foi alegado que, sob as ordens do major-general Charles Grey ele removeu vários itens valiosos da casa de Franklin, incluindo um retrato a óleo de Franklin por Benjamin Wilson, quando os britânicos deixaram a Filadélfia. Os descendentes de Grey devolveram o retrato de Franklin para os Estados Unidos em 1906, no bicentenário do nascimento de Franklin. A pintura agora está pendurada na Casa Branca.

### Trabalho de inteligência

#### Chefe do Serviço Secreto Britânico na América

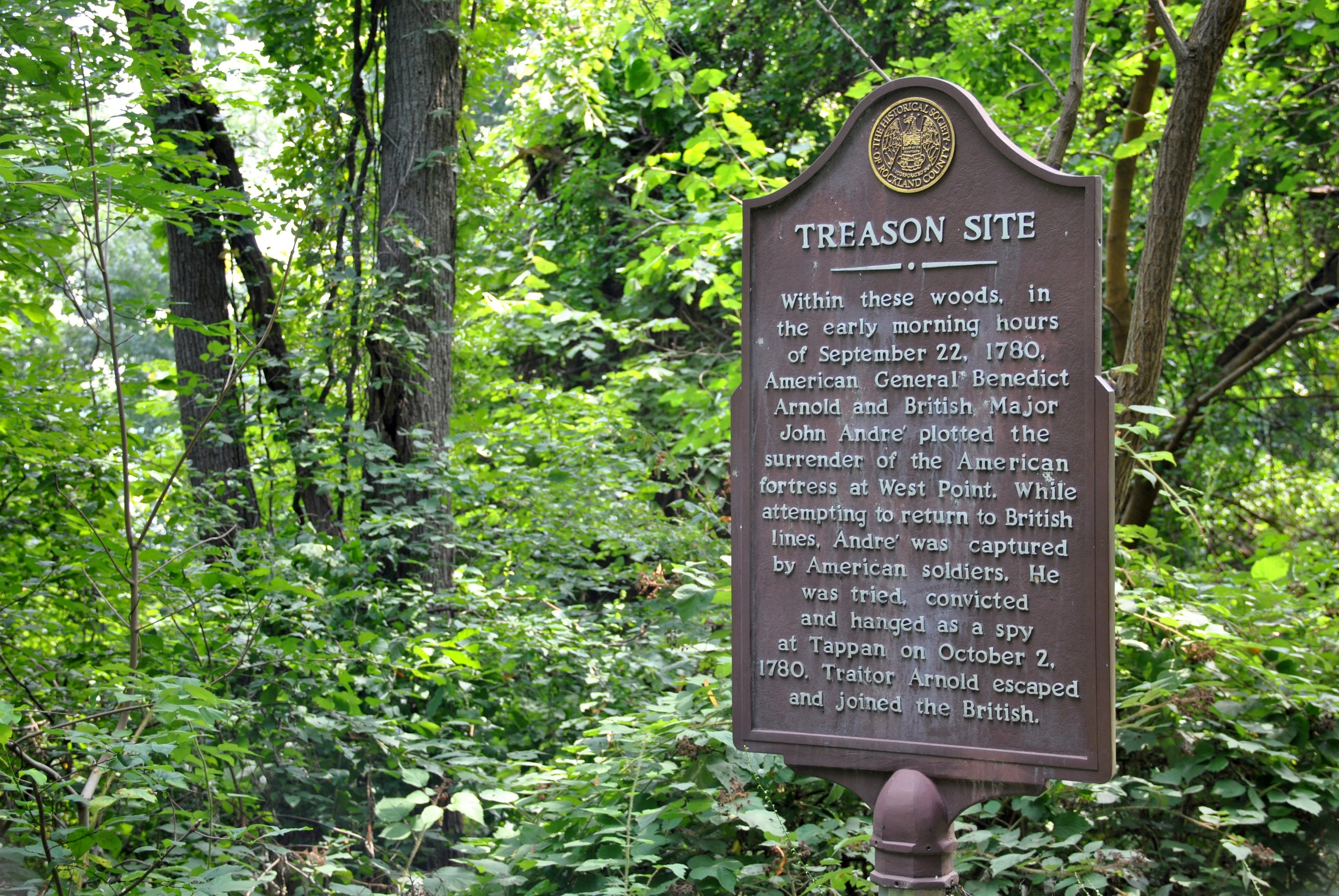
O general norte-americano Arnold e o major britânico John André planejaram a rendição de West Point neste local no caminho da costa ao sul de Haverstraw, Nova Iorque, na área histórica de Dutchtown. Hoje isso faz parte do Parque Estadual da Montanha Hook

Em 1779, André tornou-se ajudante-geral do Exército Britânico na América do Norte com o posto de major. Em abril daquele ano, assumiu o comando do Serviço Secreto Britânico na América. No ano seguinte (1780), participou brevemente da invasão do Sul por Clinton, começando com o cerco de Charleston, Carolina do Sul.
Nessa época, André estava negociando com o desiludido general americano Benedict Arnold. A esposa legalista de Arnold, Peggy Shippen, foi uma das intermediárias na correspondência. Arnold comandava West Point e concordou em entregá-lo aos britânicos por £ 20 000 (aproximadamente £ 3,62 milhões em 2021).
André subiu o rio Hudson a bordo da chalupa de guerra britânica Vulture na quarta-feira, 20 de setembro de 1780, para visitar Arnold. A presença do navio de guerra foi descoberta por dois soldados rasos americanos, John Peterson e Moses Sherwood, na manhã seguinte, em 21 de setembro. De sua posição em Teller's Point, eles começaram a atacar o Vulture e um escaler associado a ele com tiros de rifle e mosquete. Parando para garantir mais ajuda, Peterson e Sherwood dirigiram-se a Fort Lafayette em Verplanck's Point para solicitar canhões e munições de seu comandante, o coronel James Livingston. Enquanto eles estavam fora, um pequeno barco fornecido por Arnold foi levado ao Vulture por Joshua Hett Smith. Nos remos estavam dois irmãos, inquilinos de Smith, que relutantemente remaram o barco 10 km no rio até a chalupa. Apesar das garantias de Arnold, os dois remadores perceberam que algo estava errado. Nenhum desses homens conhecia o propósito de Arnold ou suspeitava de sua traição; todos foram informados de que o objetivo era fazer o bem pela causa americana. Apenas Smith foi informado de algo específico, e essa foi a mentira de que era para garantir informações vitais para a causa americana. Os irmãos finalmente concordaram em remar após as ameaças de Arnold de prendê-los. Eles pegaram André e o colocaram em terra. Os outros partiram e Arnold veio até André a cavalo, levando um cavalo extra para uso de André.
Os dois homens conversaram na floresta abaixo de Stony Point, na margem oeste do rio, até quase o amanhecer, após o que André acompanhou Arnold por vários quilômetros até a Casa Joshua Hett Smith (Casa da Traição) em West Haverstraw, Nova Iorque, de propriedade de Thomas Smith e ocupada por seu irmão Josué. Na manhã de 22 de setembro, os dois americanos, Peterson e Sherwood, lançaram um ataque de canhão de duas horas ao Vulture, que sofreu muitos golpes e forçado a se retirar rio abaixo. O retorno da chalupa de guerra britânica efetivamente prendeu André na costa.

### Levado sob custódia

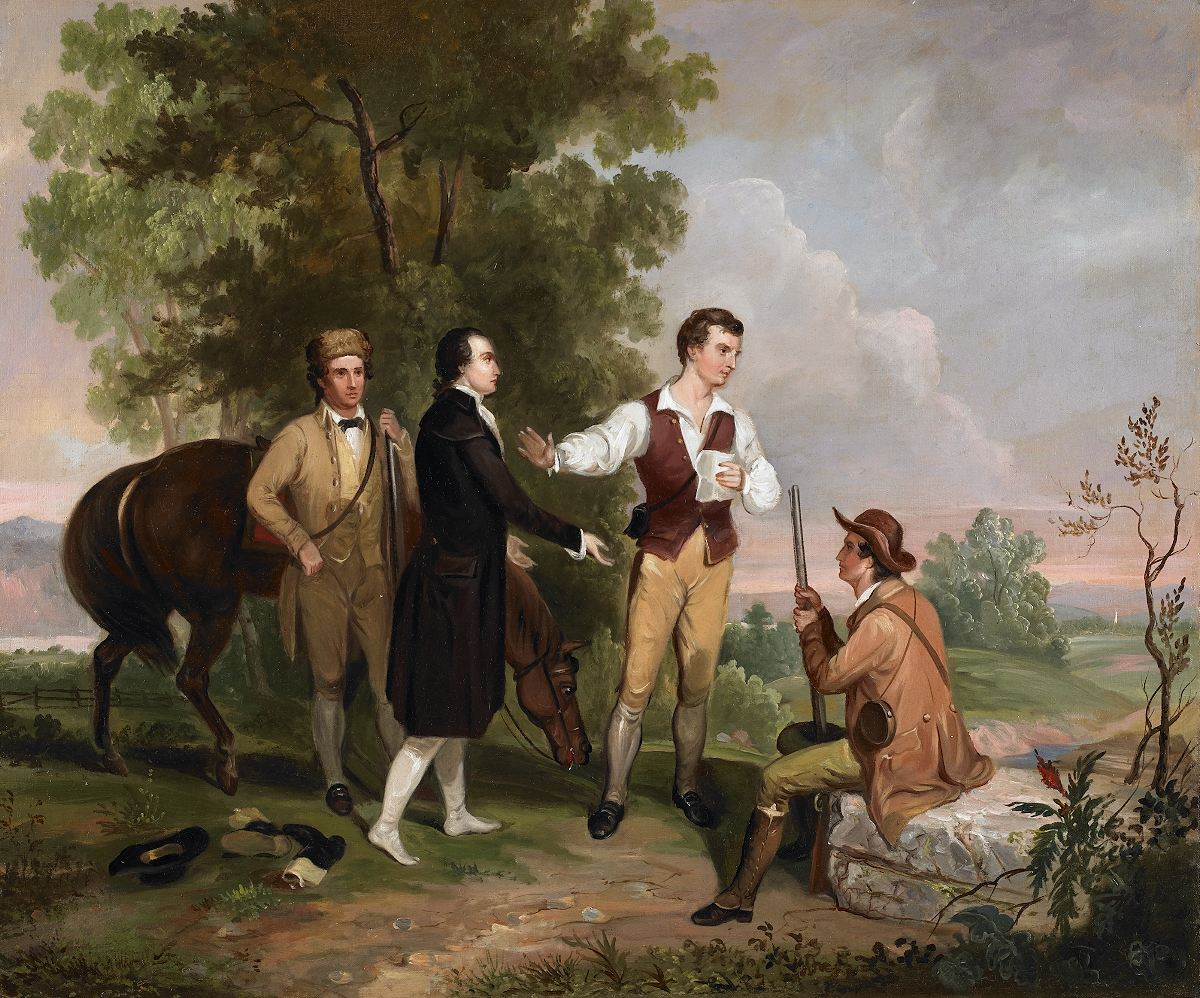
A Captura de John André

Para auxiliar na fuga de André por linhas americanas, Arnold forneceu-lhe roupas comuns e um passaporte e André viajou com o nome de John Anderson. Escondido dentro de sua meia, levou seis documentos escritos por Arnold, que mostravam aos britânicos como tomar o forte. Esta era uma informação desnecessária uma vez que Clinton já tinha conhecimento da planta do forte. Em outra atitude imprudente, Joshua Hett Smith, que o acompanhava, deixou-o um pouco antes de ele ser capturado.
André seguiu em segurança até as 9 horas da manhã de 23 de setembro, quando chegou perto de Tarrytown, onde os milicianos armados John Paulding, Isaac Van Wart e David Williams o pararam.
“Senhores”, disse André, que achava que eles eram do Partido Conservador porque um estava usando um sobretudo de soldado hessiano, “espero que pertençam ao nosso partido”. “Que partido?”, perguntou um dos homens. “O partido menor”, respondeu André, significando o britânico. “Sim, somos”, foi a resposta. André então lhes disse ser um oficial britânico que não deveria ser detido, quando, para sua surpresa, eles disseram serem americanos, e que ele era seu prisioneiro. Ele então lhes disse ser um oficial americano, e mostrou-lhes o seu passaporte. Mas havia despertado as suspeitas de seus captores. Eles o revistaram e encontraram os documentos de Arnold em sua meia. Apenas Paulding sabia lê-los, e nesse tempo, Arnold não era suspeito. André ofereceu-lhes o seu cavalo e relógio, se eles o deixassem ir embora, mas eles não aceitaram o suborno. André testemunhou em seu julgamento que os homens procuraram em suas botas com o propósito de roubar-lhe. Paulding, porém, percebeu que ele era um espião e o levou para o quartel do Exército Continental em Sand's Mill (na atual Armonk, Nova Iorque, um vilarejo dentro de North Castle situado na fronteira de Connecticut com o condado de Westchester).

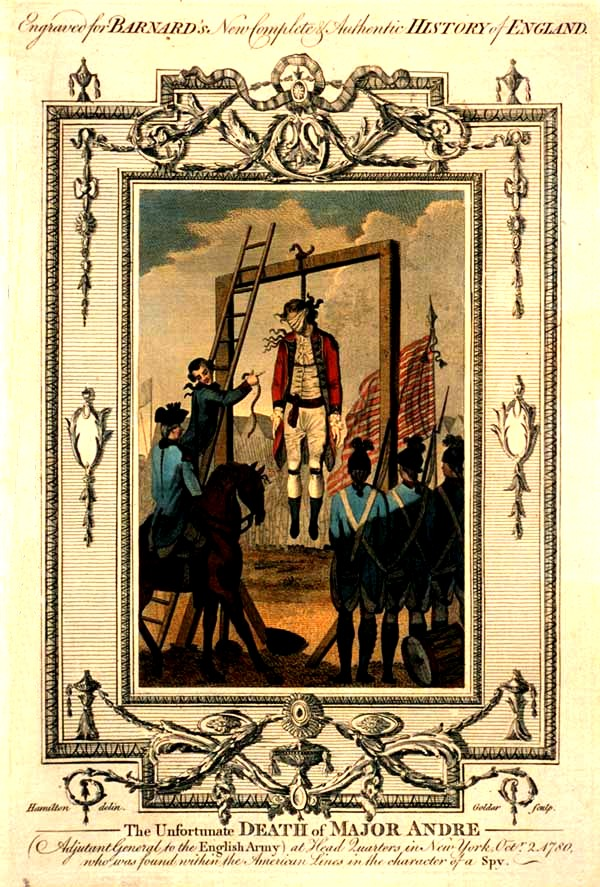
O enforcamento do major André

O prisioneiro ficou inicialmente detido em Wright's Mill, em North Castle, antes de ser levado para o quartel-general americano em Tappan, e ficou na taverna A Casa Velha 76. Uma vez lá, ele admitiu sua verdadeira identidade. No início tudo correu bem para André até que o pós-comandante, o tenente-coronel John Jameson decidiu mandá-lo para Arnold, sem suspeitar que um herói do alto escalão da Revolução seria um traidor, mas então o major Benjamin Tallmadge, chefe da Inteligência do Exército Continental, chegou e convenceu Jameson a trazer o prisioneiro de volta. Ele sabia que um oficial de alta patente estava planejando desertar para o lado britânico, mas não tinha conhecimento de quem seria.
Jameson enviou ao general George Washington as seis folhas de papel carregadas por André, mas não queria acreditar que Arnold pudesse ser culpado de traição. Porém, Jameson também insistiu no envio de uma nota para Arnold informando-o de toda a situação. Jameson não queria que sua carreira militar fosse prejudicada mais tarde por ter erroneamente acreditado que seu general era um traidor. Arnold recebeu o bilhete de Jameson, quando estava tomando o café da manhã com seus oficiais, deu uma desculpa para sair da sala e não foi visto novamente. A nota deu tempo para Arnold escapar para o lado dos britânicos. Uma hora mais tarde, Washington chegou a West Point com sua comitiva e ficou perturbado em ver as fortificações da fortaleza de tal maneira “negligenciadas” (o que obviamente fazia parte do plano para enfraquecer as defesas de West Point), e ficou ainda mais irritado ao achar que Arnold tinha violado o protocolo por não estar presente para cumprimentá-lo. Algumas horas depois, Washington recebeu a informação explicativa do major Tallmadge e imediatamente enviou homens para prender Arnold, mas já era tarde demais.
Segundo o relato de Tallmadge sobre os acontecimentos, ele e André conversaram durante o cativeiro e transporte deste último. André queria saber como ele seria tratado por Washington. Tallmadge, que foi colega de classe de Nathan Hale, quando ambos estavam em Yale, descreveu a captura de Hale. Quando André perguntou se Tallmadge achava a situação semelhante, ele respondeu: “Sim, exatamente semelhante, e semelhante deve ser o seu destino”, referindo-se a Hale ter sido enforcado pelos britânicos como espião.

### Julgamento e execução

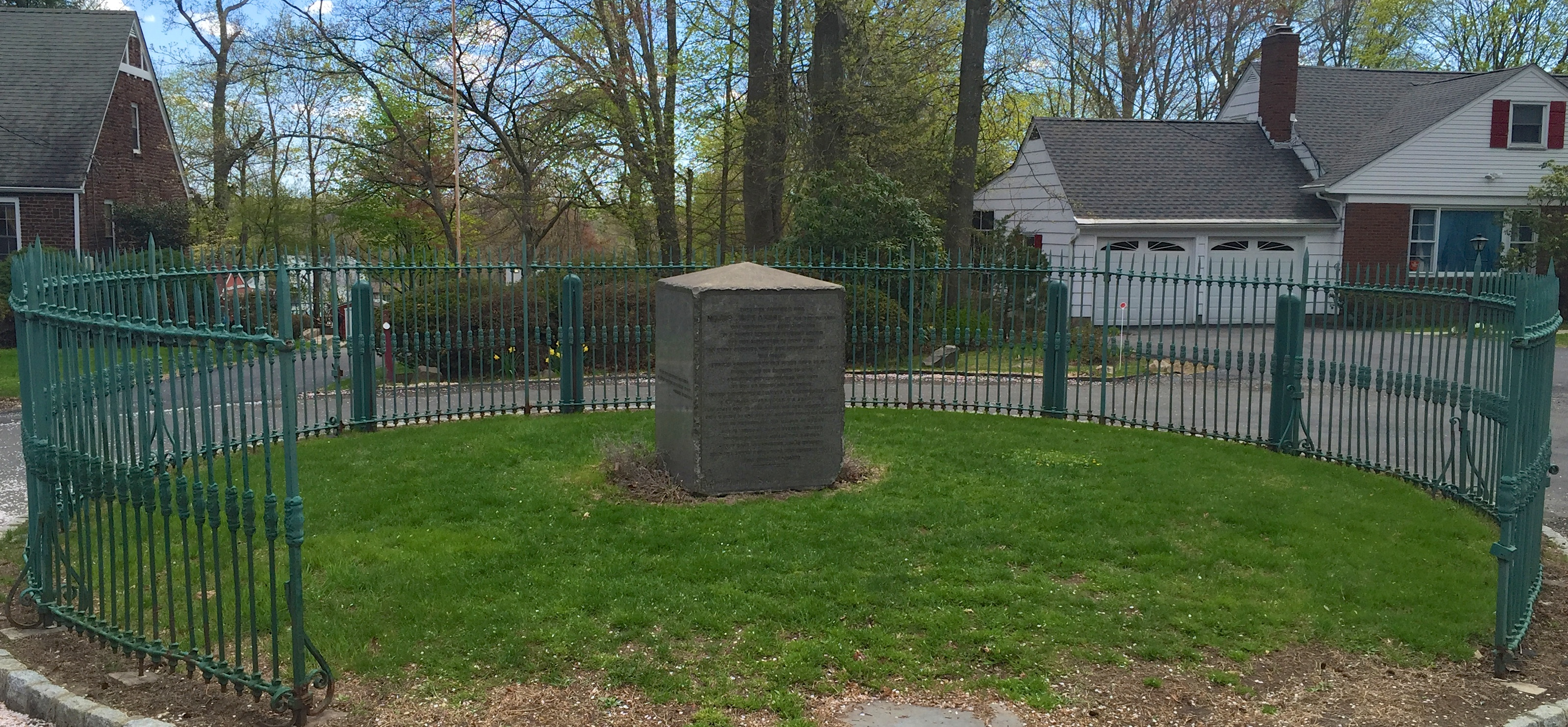
Monumento no local do enforcamento

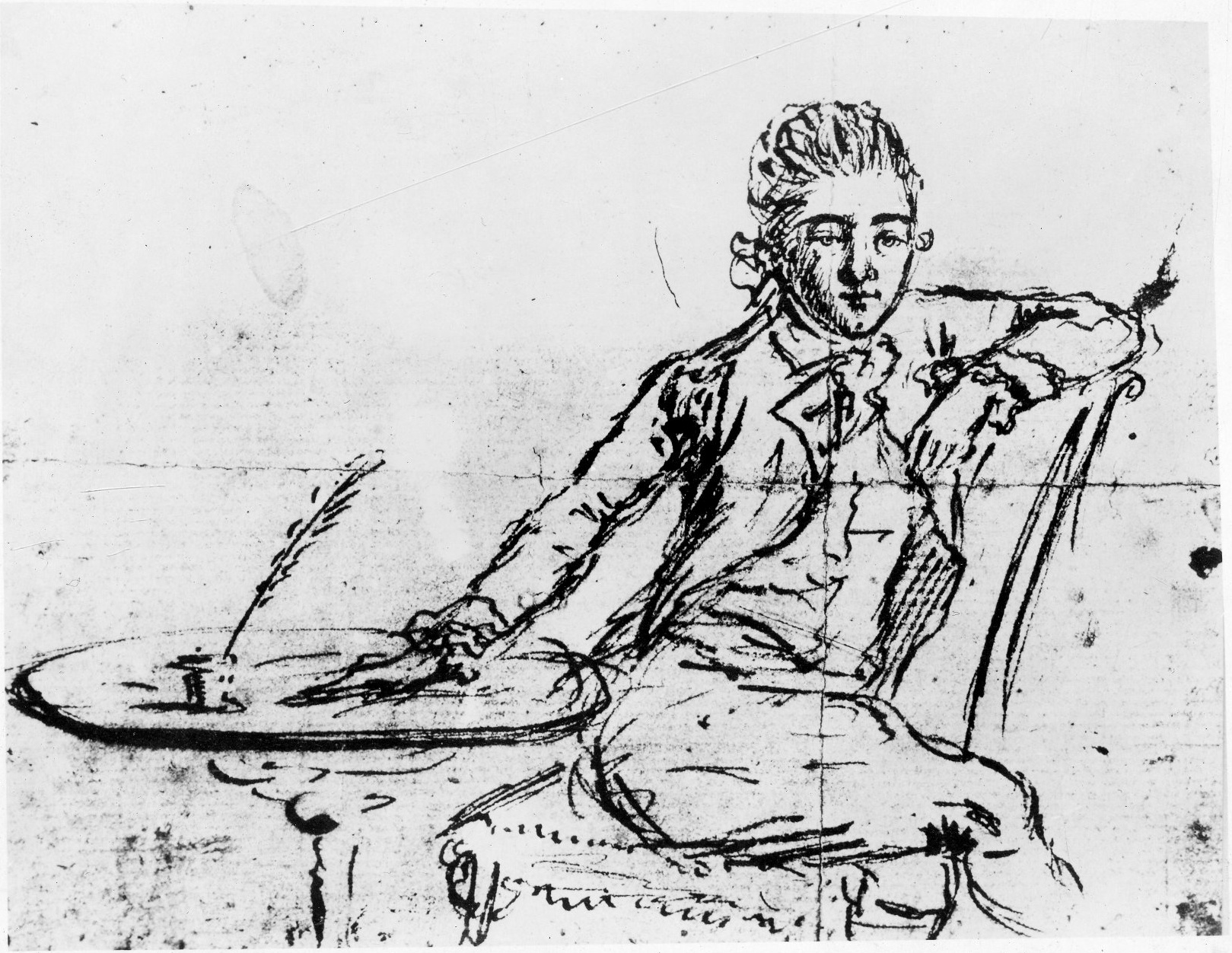
Autorretrato na noite anterior à execução de André

O general George Washington convocou um conselho de oficiais superiores para investigar o assunto. O julgamento contrastou com o de Hale feito por Sir William Howe cerca de quatro anos antes. O conselho consistia dos majores-generais Nathanael Greene (oficial presidente), Lorde Stirling, Arthur St. Clair, La Fayette (que chorou na execução de André), Robert Howe, Steuben, pelos brigadeiros-generais Samuel Holden Parsons, James Clinton, Henry Knox, John Glover, John Paterson, Edward Hand, Jedediah Huntington, John Stark, e pelo juiz advogado-geral John Laurance.
A defesa de André foi a de que ele estava subornando um oficial inimigo, “uma vantagem obtida na guerra” (suas palavras). Porém, ele nunca tentou colocar a culpa em Arnold. André disse ao tribunal que não desejou estar atrás das linhas inimigas e não planejou isso. Observou também que, por ser um prisioneiro de guerra, tinha o direito de fugir com roupas civis. Em 29 de setembro de 1780, o conselho considerou André culpado por estar atrás das linhas americanas “sob um nome falso e disfarçado”, e ordenou que o “Major André, ajudante-geral para o exército britânico, deveria ser considerado um espião do inimigo, e que conforme a lei e costume das nações, é sua opinião, que ele deveria ser condenado à morte”. Mais tarde, Glover foi o oficial do dia na execução de André. Henry Clinton, o comandante britânico em Nova Iorque, fez tudo que podia para salvar André, seu assessor favorito, mas se recusou a entregar Arnold em troca de André, embora desprezasse Arnold. André recorreu a George Washington para ser executado por fuzilamento, mas pelas leis de guerra foi enforcado como um espião em Tappan, em 2 de outubro de 1780.
Um poema religioso, escrito dois dias antes de sua execução, foi encontrado em seu bolso após sua execução. Enquanto era prisioneiro, André se tornou querido pelos oficiais americanos, que lamentaram a sua morte tanto quanto os britânicos. Alexander Hamilton escreveu sobre ele: “Nunca, talvez, um homem sofreu a morte com mais justiça, ou mereceu menos”. Um dia antes do enforcamento de André, ele efetuou, com caneta e tinta, um autorretrato, que agora pertence ao Yale College. Na verdade, André, de acordo com testemunhas, recusou a venda e colocou a corda em seu próprio pescoço.

#### Testemunha ocular
Um relato de uma testemunha do último dia do Major André pode ser encontrado no livro The American Revolution: From the Commencement to the Disbanding of the American Army Given in the Form of a Daily Journal, with the Exact Dates of all the Important Events; Also, a Biographical Sketch of the Most Prominent Generals por James Thacher, M.D., um cirurgião do Exército revolucionário americano:

“2 de outubro-- o major André não está mais entre os vivos. Eu acabei de testemunhar a sua partida. Foi uma cena trágica do mais profundo interesse. Durante seu confinamento e julgamento, ele exibiu aquele orgulho e sensibilidades elevadas que denotam grandeza e dignidade de espírito. Sequer um murmúrio ou um suspiro lhe escapou, e as cortesias e atenções concedidas a ele foram educadamente reconhecidas. Tendo deixado uma mãe e duas irmãs na Inglaterra, foi ouvido a mencioná-las em termos da mais terna afeição, e em sua carta a Henry Clinton, recomendou-as à sua particular atenção. O oficial da guarda, que esteve constantemente na sala com o prisioneiro, relata que quando o aviso da hora da execução foi anunciada a ele pela manhã, ele o recebeu sem emoção, e enquanto todos os presentes estavam afetados com a escuridão silenciosa, ele manteve um semblante firme, com calma e serenidade de espírito. Observando seu serviçal entrar na sala em lágrimas, exclamou: “Deixe-me até que você possa se mostrar mais viril!” Seu café da manhã foi lhe enviado da mesa do general Washington, como tinha sido feito todos os dias do seu confinamento, ele participou dele, como de costume, e tendo se barbeado e se vestido, colocou o chapéu sobre a mesa, e alegremente disse aos agentes da guarda, “Estou pronto a qualquer momento, senhores, a espera de vocês”. A hora fatal, tendo chegado, um grande destacamento de tropas foi apresentado, e uma multidão imensa de pessoas se formou; quase todos os nossos generais e oficiais de campo, com exceção de sua excelência e funcionários, estavam presentes a cavalo; melancolia e tristeza invadiram todas as patentes, e a cena era afetuosamente horrível. Eu estava tão perto durante a marcha solene até o local fatal, que pude observar cada movimento, e participar de toda a emoção que a cena melancólica conseguiu produzir.
O major André caminhou da casa de pedra, na qual tinha sido confinado, entre dois dos nossos oficiais subalternos, de braço dado; os olhos da imensa multidão estavam fixos nele, que, mostrava-se superior ao medo da morte, parecendo estar consciente de sua postura digna. Não deixou escapar qualquer falta de coragem, manteve um sorriso complacente no rosto, e curvou-se educadamente para vários cavalheiros que ele conhecia, e era respeitosamente correspondido. Era seu desejo sincero ser fuzilado, como sendo o modo de morte mais adequado aos sentimentos de um militar, e ele tinha a esperança de que seu pedido seria atendido. No momento, porém, quando de repente ele se viu diante da forca, ele involuntariamente deu um passo para trás, e fez uma pausa. “Por que esta emoção, senhor?” disse um oficial ao seu lado. Instantaneamente recuperou a compostura, e disse, “Estou conformado com a minha morte, mas detesto o modo”. Enquanto esperava e de pé perto da forca, eu observei certo grau de ansiedade; pondo o seu pé sobre uma pedra, e a rolando e movimentando sua garganta, como se tentando engolir. Assim, logo, porém, percebendo que as coisas seguiam seu ritmo, subiu rapidamente até o cadafalso, e neste momento pareceu encolher, mas de imediato, elevou a cabeça com firmeza, e disse, “Isso vai ser, apenas uma dor momentânea”, e tirando do bolso dois lenços brancos, o prevoste-marechal, com um, frouxamente amarrou os seus braços, e com o outro, a vítima, após retirar o chapéu, cobriu os seus próprios olhos com perfeita firmeza, que derreteu os corações e umedeceu as bochechas, não só de seu serviçal, mas da multidão de espectadores. A corda anexada à forca, ele escorregou o laço sobre sua cabeça e o ajustou ao seu pescoço, sem a assistência do carrasco inábil. O coronel Scammel informou-lhe que poderia falar, se assim desejasse; ele levantou o lenço sobre os olhos, e disse: “Peço para que vocês testemunhem que enfrentei o meu destino como um homem valente”. O piso sob ele foi então removido, ele ficou suspenso, e instantaneamente expirou; provou de fato “apenas uma dor momentânea”. Ele estava vestido com suas farda e botas reais, e seus restos mortais, com a mesma vestimenta, foram colocados em um caixão comum, e enterrado ao pé da forca; e o local foi consagrado pelas lágrimas de milhares ...”

## Consequências

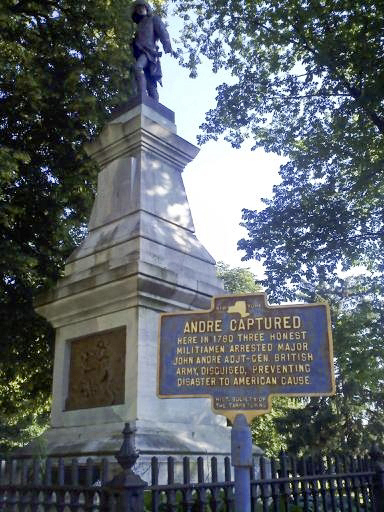
Monumento aos captores de André, no Patriot's Park

No dia de sua captura, James Rivington publicou o poema de André, "The Cow Chase" em sua gazeta, em Nova York. No poema, André reflete sobre seu envolvimento em uma expedição de busca de alimentos em Bergen pelo rio Hudson a partir da cidade. Strickland, o carrasco de André, que estava confinado ao acampamento em Tappan como um perigoso Tory durante o julgamento de André, foi concedido liberdade por aceitar a função de carrasco e retornou para sua casa no Vale do Ramapo ou Smith's Clove, e não se soube mais nada dele. Josué Hett Smith, que tinha ligação com o André na tentativa de traição, também foi levado a julgamento na Igreja Reformada de Tappan. O julgamento durou quatro semanas e terminou na sua absolvição por falta de provas. Os irmãos Colquhon que foram contratados por Benedict Arnold para trazer André da chalupa de guerra Vulture até terra firme, bem como o major Keirs, sob cuja supervisão o barco foi obtido, foram isentos de qualquer responsabilidade.
A pensão foi concedida à sua mãe e três irmãs, não muito tempo depois de sua morte, e seu irmão William André recebeu o título de baronete em sua homenagem em 1781. Em 1821, a mando do Duque de York, os seus restos mortais, que haviam sido enterrados sob a forca, foram enviados para a Inglaterra e colocados entre reis e poetas no "Hero's Corner na Abadia de Westminster sob um monumento de mármore retratando o luto de Britânia pela morte de André ao lado de um leão britânico. Em 2 de outubro de 1879, um monumento foi inaugurado no local de sua execução em Tappan até que um membro da Ordem dos Socialistas em Nova Iorque chamado Hendrix explodiu-o três anos depois. Hendrix sofreu uma morte violenta em 1884 no Brooklyn.
Os nomes dos captores de André eram John Paulding, David Williams, e Isaac Van Wart. O Congresso dos Estados Unidos deu a cada um deles uma pensão de 200 dólares por ano e uma medalha de prata, conhecida como o "Medalhão da Fidelidade". Todos foram homenageados nos nomes dos condados de Ohio, e em 1853 um monumento foi erigido às suas memórias no local onde eles capturaram André. Ele foi reinaugurado em 1880 e está localizado no Patriot's Park, adicionado ao Registro Nacional de Lugares Históricos em 1982.
- “Ele foi mais um infeliz do que um criminoso”. — de uma carta de George Washington para o Conde de Rochambeau, 10 de outubro de 1780
- “Um homem talentoso e oficial galante”. — de uma frase da carta escrita por Washington para o coronel John Laurens em 13 de outubro de 1780

## Na cultura popular
A peça André, de 1798, baseada na execução do major André, é um dos primeiros exemplos de tragédia americana. A peça de Clyde Fitch, Major André, estreou na Broadway em novembro de 1903, mas não foi um sucesso, possivelmente porque a peça tentou retratar André como uma figura simpática.
No famoso conto de Washington Irving, The Legend of Sleepy Hollow, os habitantes da cidade descrevem o local da captura do Major John André, em particular uma árvore de tulipa, como um dos locais assombrados em Sleepy Hollow. Ichabod Crane mais tarde passa pela árvore antes de encontrar o Cavaleiro Sem Cabeça.
O livro de ficção para jovens adultos Sophia's War, de Avi, é sobre uma jovem se tornando uma espiã e frustrando sua trama.
André foi retratado várias vezes no cinema e na televisão: por Michael Wilding como um idealista eloquente e digno no filme de Hollywood de 1955 The Scarlet Coat; por JJ Feild na série de TV Turn: Washington's Spies; por William Beckley na temporada 4, episódio 26 da série de TV de ficção científica Voyage to the Bottom of the Sea; por Eric Joshua Davis na série de TV Sleepy Hollow; e por John Light no filme Benedict Arnold: Uma Questão de Honra.
André aparece como um personagem não jogável no videogame Assassin's Creed III de 2012.
O episódio final da primeira temporada de The Scooby-Doo Show, The Spirits of '76, apresenta os fantasmas de André, Arnold e alferes William Demont como os disfarces dos vilões.

## Leituras adicionais
- Nathan, Adele Gutman (1970). The gentleman spy. Londres: Sidgwick & Jackson. OCLC 2010502
- Randall, Willard Sterne (1990). Benedict Arnold: Patriot and Traitor. Nova Iorque: William Morrow and Inc. ISBN 1-55710-034-9. OCLC 185605660. (pede registo (ajuda))